# FILIT
FILIT (Filosofická hypertextová encyklopedie) je hypertextová encyklopedie, která vznikla na bázi programu CREDIT, spolu s dalšími dokumenty a programy pro počítačovou podporu studia a výzkumu v oblasti filosofie.
FILIT je první slovenská filosofická encyklopedie vůbec, do jejího vzniku 1990 existovaly pouze přeložené slovníky.
V současnosti se FILIT edituje pod titulem Pomocný slovník filozofa.